# Рівнина Фералії

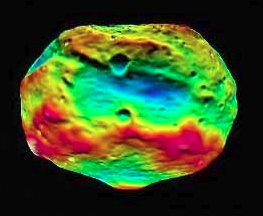
Рівнина Фералії зображена зеленим і синім у центрі малюнка

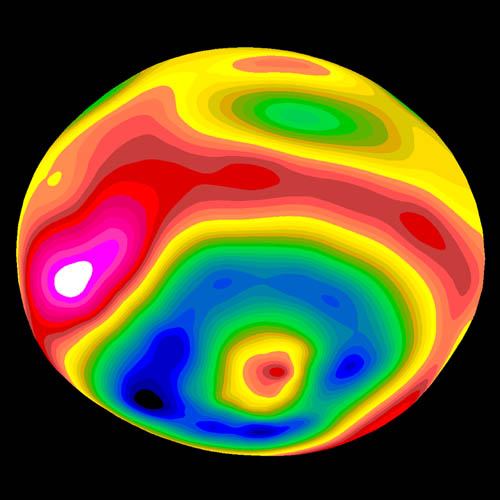
Рівнина Фералії (зелена, вгорі) достатньо велика, щоб її можна було бачити з Землі, як це видно на моделі Вести, створеній із зображень космічного телескопа Габбл. Набагато більший кратер внизу - це Реясильвія плюс Вененея

Рівнина Фералії (лат. Feralia Planitia) — третій за величиною відомий ударний кратер на астероїді Веста після Реясильвії та Вененеї. Це один із кількох старих, деградованих ударних басейнів, які передували басейну Реясильвія, який тепер є найбільш помітним у ландшафті Вести. Рівнина Фералії розташована біля екватора. Зі сходу на захід вона простягається на 270 км, а за широтою вона стиснута через вплив Реясильвії. Рівнина названа на честь давньоримського свята Фералії, що відзначалося 21 лютого на честь духів померлих предків.